# Suất phản chiếu

Suất phản chiếu của ánh sáng Mặt Trời với nhiều điều kiện bề mặt khác nhau.

Suất phản chiếu hay suất phản xạ (tiếng Anh: albedo) là khái niệm liên quan đến hiện tượng phản xạ khuếch tán (diffuse reflection) hoặc công suất phản xạ của bề mặt. Nó được định nghĩa bằng tỷ số giữa bức xạ tản phát ra từ bề mặt so với bức xạ chiếu đến bề mặt đó. Là tỷ số không có đơn vị, hệ số này cũng được biểu diễn theo tỉ lệ phần trăm, và giá trị của nó trong đoạn [0, 1] với giá trị 0 thể hiện bề mặt đen tuyệt đối và giá trị 1 thể hiện bề mặt phản xạ hoàn toàn bức xạ chiếu đến.
Suất phản chiếu cũng phụ thuộc vào tần số của bức xạ chiếu tới. Khi không nói cụ thể, thường người ta ngầm chỉ ánh sáng khả kiến. Nói chung, suất phản chiếu phụ thuộc vào góc tới của tia bức xạ. Ngoại trừ hiện tượng phản xạ từ bề mặt Lambert, mà nó tán xạ chùm tia tới theo mọi hướng tuân theo hàm cosin, do vậy suất phản chiếu không phụ thuộc vào sự phân bố của chùm tia tới. Trong thực hành, để sử dụng hàm phân bố phản xạ lưỡng hướng (BRDF) cần phải biết được đặc trưng tán xạ của bề mặt một cách chính xác, mặc dù có thể sử dụng một cách xấp xỉ tốt.
Suất phản chiếu là một khái niệm quan trọng trong khí hậu học và thiên văn học, cũng như trong quá trình tính toán độ phản xạ của bề mặt trong hệ thống đánh giá chất lượng tòa nhà. Độ phản chiếu trung bình của toàn Trái Đất, hay suất phản chiếu hành tinh, bằng 30 đến 35%, bởi vì do ảnh hưởng của mây bao phủ, nhưng chúng luôn biến đổi, và phụ thuộc vào điều kiện địa chất, môi trường hay mặt đại dương.
Thuật ngữ này do nhà vật lý Johann Heinrich Lambert giới thiệu trong cuốn Photometria năm 1760 của ông.